# Liana Mikaele-Tu'u
Pas d'image ? Cliquez ici

a Compétitions nationales et continentales officielles uniquement.

b Matchs officiels uniquement.
Dernière mise à jour le 27 octobre 2024.
Liana Mikaele-Tu'u, née le 2 mars 2002 à Hastings (Nouvelle-Zélande), est une joueuse internationale néo-zélandaise de rugby à XV évoluant aux postes de troisième ligne centre ou troisième ligne aile. Elle joue à Auckland et représente les Blues en Super Rugby Aupiki.
Son frère, Marino Mikaele-Tu'u, est également joueur de rugby à XV.

## Biographie
Liana Mikaele-Tu'u naît le 2 mars 2002 à Hastings en Nouvelle-Zélande. Elle est la sœur cadette des jumeaux Antonio et Marino Mikaele-Tu'u. C'est à leur contact qu'elle découvre le rugby à XV, dans le jardin familial à Hastings, alors qu'elle pratique le netball. Ses frères l'ont endurcie et elle grandit, selon ses mots, en « garçon manqué ». Elle débute la pratique officielle du rugby à son entrée au lycée, qui vient juste de mettre en place une équipe féminine. Toutefois le netball reste son sport préféré[réf. nécessaire].
Le rugby devient prioritaire pendant son année de terminale, quand elle est appelée par l'équipe des Hawke's Bay Tuis pour jouer en Farah Palmer Cup (le championnat national féminin). Elle a 17 ans et devient coéquipière de celle qui l’entraine au lycée : la double championne du monde Emma Jensen. Celle-ci ne cesse de répéter à Liana Mikaele-Tu'u qu'elle a un gros potentiel et qu'elle peut viser haut.
En 2020, elle déménage à Auckland pour y étudier la kinésithérapie. Emma Jensen la met en contact le club des College Rifles. Elle est immédiatement sélectionnée avec la province d'Auckland. Au mois d'octobre, lors de la demi-finale de Farah Palmer Cup contre Waikato, une adversaire lui tombe sur la jambe et elle subit une fracture tibia-péroné. Elle reste sans jouer jusqu'au mois d'avril 2021.
Son match de reprise n'est autre que le premier match de l'histoire de Super Rugby, face aux Chiefs Manawa à l'Eden Park, le 1er mai 2021. À cette occasion, elle constitue le premier duo frère-sœur à jouer en Super Rugby puisque Marino évolue dans le même temps aux Highlanders. Ironie de l'histoire : la même année, Marino se fracture lui aussi le tibia.
Au mois d'octobre 2021, elle est sélectionnée avec la Nouvelle-Zélande pour partir en tournée en Europe (deux tests contre l’Angleterre, deux contre la France). Elle devient internationale à Exeter le 31 octobre, elle a 19 ans. De retour, elle est sélectionnée avec les Blues pour l'édition 2022 du Super Rugby Aupiki.
Elle est sélectionnée pour les Pacific Four Series 2022 et elle compte six sélections en équipe nationale quand elle est retenue en septembre 2022 pour disputer la Coupe du monde que les Black Ferns jouent à domicile et remportent. Elle marque un essai contre l'Écosse.
Elle est titulaire avec les Black Ferns contre le Canada lors des Pacific Four Series 2023, un match disputé devant 10 000 spectateurs. Au mois de septembre, elle remporte la Farah Palmer Cup avec Auckland (victoire 39-27 face à Canterbury). En suivant elle participe, toujours dans son pays, à la première édition du WXV.

## Palmarès

### En province
- Vainqueur de la Farah Palmer Cup en 2023.
- Vainqueur du Super Rugby Aupiki en 2024 et 2025.

### En équipe nationale
- Vainqueur de la Coupe du monde en 2021.
- Vainqueur de la Pacific Four Series en 2022, 2023 et 2025.